# Esgrima nos Jogos Europeus de 2015 - Florete por equipes masculino
A competição do florete por equipe masculino foi um dos eventos da esgrima nos Jogos Europeus de 2015, em Baku, no Azerbaijão. Foi disputada no Baku Crystal Hall no dia 27 de junho.

## Calendário
Horário de verão do Azerbaijão (UTC+5).
| Data        | Horário | Fase             |
| ----------- | ------- | ---------------- |
| 27 de junho | 10:00   | Quartas de final |
| 27 de junho | 11:30   | Semifinal        |
| 27 de junho | 11:30   | Final            |

## Medalhistas
|  | GBR Grã-Bretanha                                            |  | ITA Itália                                                          |  | RUS Rússia                                                        |
|  | Richard Kruse Marcus Mepstead Benjamin Peggs Alex Tofalides |  | Alessio Foconi Francesco Ingargiola Lorenzo Nista Damiano Rosatelli |  | Timur Arslanov Aleksey Khovanskiy Timur Safin Dmitry Zherebchenko |

## Resultados
Os resultados do evento foram os seguintes.
|  | Quartas de final | Quartas de final |                  |    | Semifinal | Semifinal      |                |  | Final | Final |
|  |                  |                  |                  |    |           |                |                |  |       |       |
|  |                  |                  |                  |    |           |                |                |  |       |       |
|  |                  |                  |                  |    |           |                |                |  |       |       |
|  |                  |                  |                  |    |           |                |                |  |       |       |
|  |                  |                  |                  |    |           |                |                |  |       |       |
|  |                  |                  |                  |    |           |                |                |  |       |       |
|  | FRA França       | 41               |                  |    |           |                |                |  |       |       |
|  | FRA França       | 41               |                  |    |           |                |                |  |       |       |
|  |                  |                  | GBR Grã-Bretanha | 45 |           |                |                |  |       |       |
|  | GBR Grã-Bretanha | 45               | GBR Grã-Bretanha | 45 |           |                |                |  |       |       |
|  | GBR Grã-Bretanha | 45               |                  |    |           |                |                |  |       |       |
|  | GER Alemanha     | 26               |                  |    |           |                |                |  |       |       |
|  | GER Alemanha     | 26               | GBR Grã-Bretanha | 45 |           |                |                |  |       |       |
|  |                  |                  | GBR Grã-Bretanha | 45 |           |                |                |  |       |       |
|  |                  | ITA Itália       | 41               |    |           |                |                |  |       |       |
|  | ITA Itália       | ITA Itália       | 41               | 45 |           |                |                |  |       |       |
|  | ITA Itália       |                  |                  | 45 |           |                |                |  |       |       |
|  | POL Polônia      | 30               |                  |    |           |                |                |  |       |       |
|  | POL Polônia      | 30               | ITA Itália       | 45 |           |                |                |  |       |       |
|  |                  |                  | ITA Itália       | 45 |           |                |                |  |       |       |
|  |                  |                  | RUS Rússia       | 42 |           | Terceiro lugar | Terceiro lugar |  |       |       |
|  |                  |                  | RUS Rússia       | 42 |           | Terceiro lugar | Terceiro lugar |  |       |       |
|  |                  |                  |                  |    |           |                |                |  |       |       |
|  |                  |                  |                  |    |           |                |                |  |       |       |
|  | FRA França       | 33               |                  |    |           |                |                |  |       |       |
|  | FRA França       | 33               |                  |    |           |                |                |  |       |       |
|  | RUS Rússia       | 45               |                  |    |           |                |                |  |       |       |
|  | RUS Rússia       | 45               |                  |    |           |                |                |  |       |       |

|  | Quinto lugar |    |
|  |              |    |
|  |              |    |
|  |              |    |
|  | GER Alemanha | 45 |
|  | GER Alemanha | 45 |
|  | POL Polônia  | 24 |
|  | POL Polônia  | 24 |

## Classificação final
A classificação final foi a seguinte. 
| Posição           | Equipe                                                                          |
| ----------------- | ------------------------------------------------------------------------------- |
| Medalha de ouro   | GBR Grã-Bretanha Richard Kruse Marcus Mepstead Benjamin Peggs Alex Tofalides    |
| Medalha de prata  | ITA Itália Alessio Foconi Francesco Ingargiola Lorenzo Nista Damiano Rosatelli  |
| Medalha de bronze | RUS Rússia Timur Arslanov Aleksey Khovanskiy Timur Safin Dmitry Zherebchenko    |
| 4                 | FRA França Baptiste Mourrain Maxime Pauty Vincent Simon Jean-Paul Tony Helissey |
| 5                 | GER Alemanha Georg Dörr Alexander Kahl Mark Perelmann Niklas Uftring            |
| 6                 | POL Polônia Michał Janda Paweł Kawiecki Leszek Rajski Jakub Surwiłło            |